# Limnephilus rhombicus
Limnephilus rhombicus is een schietmot uit de familie Limnephilidae. De soort komt voor in het Palearctisch en het Nearctisch gebied.